# Reggenza di Kepahiang
La reggenza di Kepahiang è una reggenza (in indonesiano: kabupaten) dell'Indonesia, situata nella provincia di Bengkulu.
Il capoluogo della reggenza è Kepahiang.